# Salvador Espriu
Salvador Espriu i Castelló (Santa Coloma de Farners, 10 luglio 1913 – Barcellona, 22 febbraio 1985) è stato un poeta, drammaturgo e romanziere catalano. Le sue opere sono scritte in lingua catalana.

## Biografia
Sebbene i suoi genitori fossero entrambi originari di Arenys de Mar, Salvador Espriu nacque a Santa Coloma de Farners, località dove suo padre esercitava la professione di notaio. 
Il padre fu una persona liberale e di mentalità aperta, al contrario della madre, cattolica praticante. Nel 1915 la famiglia si spostò a Barcellona, ma Espriu continuò a passare i periodi di villeggiatura estiva ad Arenys de Mar. 
L'epidemia di morbillo del 1922 provocò la morte della sorella María Isabel. 
Espriu rimase sconvolto da questa perdita familiare e si rifugiò nella lettura della fornita biblioteca paterna.
Sulle orme del padre studiò Diritto presso l'Università Autonoma di Barcellona, dove si laureò nel 1935. In questa epoca conobbe e frequentò il poeta Bartomeu Rosselló-Pòrcel. 
Nel 1936 iniziò gli studi di letteratura classica ed egittologia, studi che interruppe nel 1936 allo scoppiare della guerra civile spagnola.
Finita la guerra fu proibito l'insegnamento della lingua catalana e fu soppressa l'Università Autonoma di Barcellona. Espriu perse ogni possibilità di dedicarsi alla sua vocazione di docente e, al contempo, dovette riflettere sulla possibilità di abbandonare ogni ambizione letteraria, non potendosi pubblicare opere in lingua catalana.
Si dedicò quindi ad un'attività di aiutante presso uno studio notarile e trascorse i suoi anni nella monotonia, facendo la spola fra Barcellona e Arenys de Mar, località quest'ultima che il poeta soleva definire come la sua piccola patria.
Nel 1966 Espriu partecipò ad una riunione clandestina promossa dagli studenti universitari e alla quale presero parte diversi intellettuali catalani. Per questo fu scoperto, multato ed arrestato.
Fu uno dei quattro padri fondatori dell'Associazione di scrittori in lingua catalana.

## Opere Letterarie
Espriu fu uno scrittore molto prolifico e poliedrico; tuttavia le sue opere si possono raggruppare in quattro grandi categorie: liriche, elegiache, satiriche e didattiche.
Insieme a Josep Pla e a Josep Maria de Segarra fu uno dei primi scrittori che, nonostante i divieti, riprese a scrivere in lingua catalana.
Le sue principali opere letterarie sono tre: Il cimitero di Sinera (El cementiri de Sinera, dove Sinera sta per Arenys letta al contrario), La prima storia di Esther (Primera història d'Esther) e La pelle del toro (La pell de brau), che probabilmente è anche la sua opera più conosciuta e con la quale Espriu esterna la sua visione delle problematiche storiche, morali e sociali della Spagna dei suoi tempi.
La sua poesia del dopoguerra è caratterizzata da un profondo ermetismo. Ricorrente e ossessiva è la presenza della morte, della tristezza del mondo rovesciato dalla guerra (per questo rovesciò nelle sue liriche anche il nome della sua tanto amata Arenys in Sinera), della solitudine e dell'impotenza dell'uomo davanti all'evolversi funesto della storia.

## Cronologia delle opere
- 1929: Israel, primo libro, scritto in lingua spagnola
- 1931: El Dr. Rip
- 1932: Laia
- 1934: Aspectes
- 1935
  - Ariadna al laberint grotesc (Ariadna nel labirinto grottesco)
  - Miratge a Citerea (Miraggio a Citerea)
- 1938
  - Letizia
  - Fedra
  - Petites proses blanques
- 1943: Historia antigua in collaborazione con Enrie Bagué
- 1946: Cementeri de Sinera (Il cimitero di Sinera)
- 1948: Primera história d´Esther (Prima storia di Esther)
- 1949: Les cançons d'Ariadna (Le canzoni di Ariadna)
- 1951
  - Mariàngela l'herbolaria (Mari-Angela l'erborista)
  - Tres soreres
- 1952
  - Anys d'aprenetatge
  - Les hores
  - Mrs Death
- 1954: El caminant i el mur (Il viaggiatore e il muro)
- 1955
  - Final del laberint
  - Les hores
  - Antígona
- 1957: Evocació de Rosselló-Pòrcel i altres notes
- 1960
  - La pell de Brau (La pelle del toro)
  - Sota la fredor parada d´aquests ulls
- 1963
  - Obra poética. Antologia dei suoi poemi
  - Llibre de Sinera (Libro di Sinera)
- 1967: Per al llibre de Salms d´aquests vells cecs (Per il libro dei salmi di questi vecchi ciechi)
- 1968: Aproximació, tal vegada el-líptica, a l'art de Pla Narbona
- 1969: Tarot per a algun titella del teatro d'Alfanja
- 1978: Una altra Fedra, si us plau
- 1980: D'una vella i encerclada terra alcune opere poetiche saranno comprese in Per a la bona gent
- 1981: Les roques i el mar, el blau
- 1984: Per a la bona gent

## Premi

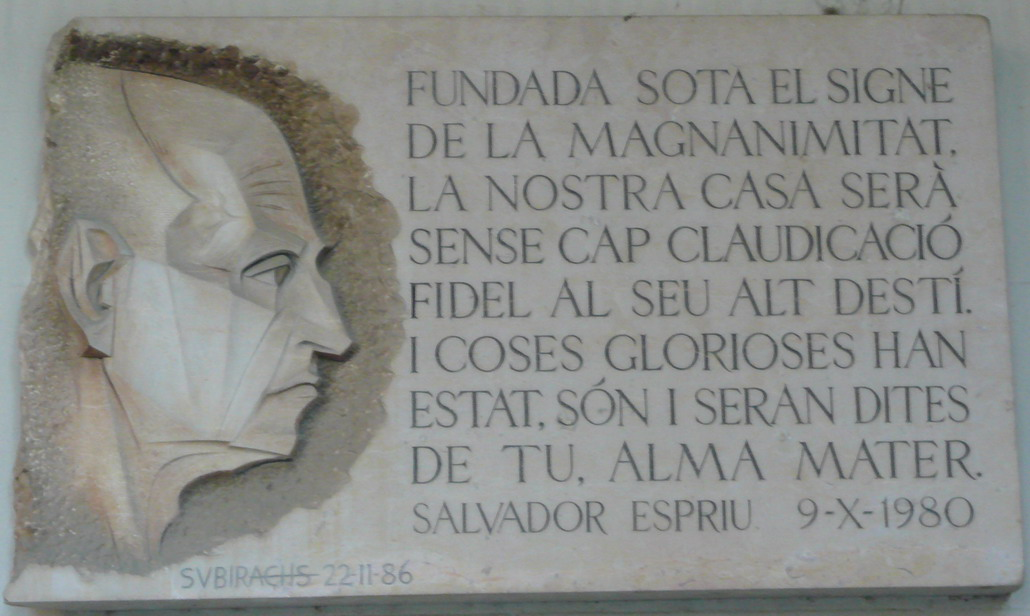
Placca commemorativa a Salvador Espriu nella Università di Barcellona

- Placca commemorativa a Salvador Espriu nella Università di BarcellonaNel 1971 ricevette il Premio Montaigne.
- Candidato al Premio Nobel per la letteratura nel 1971 e nel 1983.
- Premio d'onore della Letteratura Catalana (1972).
- Nel 1980 ricevette la Medalla d'Or de la Generalitat de Catalunya.
- Nel 1982 ricevette la Medaglia d'oro dalla città di Barcellona.
- Lauree honoris causa concesse dalle Università di Barcellona e Tolosa.